# Катоба (Охајо)
Катоба (енгл. Catawba) град је у америчкој савезној држави Охајо.

## Демографија
По попису из 2010. године број становника је 272, што је 40 (-12,8%) становника мање него 2000. године.
| Група             | 2000.       | 2010.       |
| Белци             | 301 (96,5%) | 268 (98,5%) |
| Афроамериканци    | 1 (0,3%)    | 2 (0,7%)    |
| Азијати           | 0 (0,0%)    | 1 (0,4%)    |
| Хиспаноамериканци | 0 (0,0%)    | 1 (0,4%)    |
| Укупно            | 312         | 272         |